# Winds of Plague
Winds of Plague es una banda de deathcore originaria de Upland, California formada en 2002. Son conocidos por ser una banda de deathcore que incorpora elementos de metal sinfónico.

## Historia

### Formación yA Cold Day In Hell(2002-2005)
Winds of Plague fue fundada en Upland, California en 2002. La banda originalmente tenía el nombre de Bleak December, pero cambiaron su nombre a Winds of Plague en abril de 2005. A finales de 2005 lanzaron su demo A Cold Day In Hell.

### Decimate the Weak(2006-2009)
La banda lanzó su álbum debut titulado Decimate the Weak el 5 de febrero de 2008, a través de su discográfica Century Media Records. El álbum contiene canciones regrabadas de su primer demo. El primer sencillo de la banda de su álbum debut fue The Impaler, del cual también se lanzó un vídeo musical, mismo que fuera rechazado por MTV debido a su lenguaje y contenido musical.
Han tenido presentaciones en vivo junto a Impending Doom, Danzig, Dimmu Borgir, Veil Of Maya, Moonspell, Nihilmore y As Blood Runs Black. Y en el New England Metal and Hardcore Festival y en una gira por E.U. en el "Blackest of the Black" tour.

### The Great Stone Wary cambios en la alineación (2009-2011)
La banda lanzó su segundo álbum de larga duración titulado The Great Stone War el 11 de agosto de 2009. Del cual se desprendieron dos sencillos Approach the Podium y Chest and Horns. En octubre de 2009, la tecladista Kristen Randall decide abandonar la banda. Lisa Marx reemplazo a Kristen como tecladista durante la gira por Australia y Nueva Zelanda. Tiempo después, Alana Potocnik tomó el puesto de tecladista de forma permanente.

### Against the World(2011-2013)
La banda lanzó su tercer álbum de estudio titulado Against the World, fue lanzado en 2011, del cual se desprendieron los sencillos Refined in the Fire y California y los vídeos musicales de las canciones Drop the Match, California y Refined in the Fire. Tiempo después la banda lanzó la versión For What It's Worth de la banda Buffalo Springfield perteneciente al soundtrack del videojuego Homefront. La versión de la canción Zombie de The Cranberries fue incluida en el EP California en iTunes, pero el EP fue removido de la tienda digital por razones desconocidas.

### Resistance(2013-presente)
El cuarto álbum de estudio Resistance fue lanzado en octubre de 2013.

## Integrantes

### Miembros actuales
- Johnny Plague - voz gutural (2002-presente), bajo (2002-2004, 2015, 2017, 2017-2018)
- Michael Montoya - guitarra líder (2015-presente)
- Justin Bock – guitarra rítmica (2017-presente), bajo (2015-2017, 2017-2018)
- Adrienne Cowan – teclados, voz clara (2017-presente)
- Shane Slade - bajo (2018-presente, como músico de apoyo: 2017-2018)
- Josh Johnson - batería, percusión (2022-presente)

### Miembros anteriores
- Josh Blackburn - guitarra, bajo (2002)
- Raffi - batería (2002-2003)
- Brandon Pitcher - teclados (2002-2003)
- Corey Fine - percusión (2002-2005), batería (2003-2005), teclados (2003-2004)
- Nick Eash - guitarra líder (2002-2015), guitarra rítmica, bajo (2002-2004), teclados (2003-2004)
- Nick Piunno - guitarra rítmica (2002-2015), guitarra líder, bajo (2002-2004), teclados (2003-2004)
- Paul Salem - bajo, teclados (2003-2004)
- Kevin Grant - bajo (2004-2006)
- Chris Cook - teclados (2004-2006)
- Jeff Tenney - batería, percusión (2004-2008)
- Andrew Glover - bajo (2006-2014)
- Matt Feinman - teclados (2007-2008)
- Kristen Randall - teclados, voz clara (2008-2009)
- Art Cruz - batería, percusión (2008-2012, 2015-2022)
- Lisa Marx - teclados (2009)
- Alana Potocnik - teclados (2009-2017)
- Brandon Galindo - batería, percusión (2012-2015)
- Tyler Riley - guitarra (2013–2014)
- Davey Oberlin - guitarra rítmica (2015-2017)
- Chris Silva - bajo (2017)

## Discografía

### Álbumes de estudio
| Decimate the Weak   | - Lanzado: 5 de febrero de 2008 - Discográfica: Century Media - Formatos: CD, escarga digital    | —  | 9 | —  | —  | —  |
| The Great Stone War | - Lanzado: 11 de agosto de 2009 - Discográfica: Century Media - Formatos: CD, descarga digitald  | 72 | — | —  | 25 | 9  |
| Against the World   | - Lanzado: 19 de abril de 2011 - Discográfica: Century Media - Formatos: CD, descarga digital    | 60 | — | 6  | 13 | 3  |
| Resistance          | - Lanzado: 29 de octubre de 2013 - Discográfica: Century Media - Formats: CD, descarga digital   | 65 | — | 29 | 50 | 18 |
| Blood of My Enemy   | - Lanzado: 27 de octubre de 2017 - Discográfia: eOne/Good Fight - Formatos: CD, descarga digital | —  | — | 16 | —  | 24 |

### Demos
- A Cold Day in Hell (2005)

## Videografía
| Título                      | Año  | Director          | Álbum             |
| --------------------------- | ---- | ----------------- | ----------------- |
| The Impaler                 | 2008 |                   | Decimate The Weak |
| Drop the Match              | 2011 | Against The World |                   |
| California                  | 2011 | Against The World |                   |
| Refined In Fire             | 2011 | Against The World | Jeremy Schott     |
| Open The Gates Of Hell      | 2013 | Scott Hansen      | Resistance        |
| Say Hello to the Undertaker | 2013 | Scott Hansen      | Resistance        |